# Tomáš Jun
Tomáš Jun (Praga, 17 gennaio 1983) è un calciatore ceco, attaccante del Ritzing.

## Caratteristiche tecniche
Nato attaccante, può essere schierato sia come seconda punta che come ala. Negli ultimi anni si è adattato anche a giocare da esterno e da punta centrale.

## Carriera

### Club

#### 1992-2005: Sparta Praga
A 9 Tomas entra nelle giovanili dello Sparta Praga, una delle squadre più forti dell'intera Cechia. Progredisce tra le giovanili ed emerge nel 1999, quando esordisce in Gambrinus Liga a 16 anni. Un anno dopo è tra i convocati per la Champions League, nella sfida contro l'Arsenal: è il 25 ottobre 2000 e Jun riesce a debuttare in Champions a 17 anni e 41 giorni. Nel frattempo diviene una pedina importante anche per le nazionali giovanili della Repubblica Ceca. Nel 2001 lo spazio nel reparto offensivo si fa sempre minore per Jun che viene ceduto in prestito allo Jablonec 97 dopo una rete in sette incontri ritorna nelle file dei granata dove riesce a siglare reti importanti per la squadra. Nella stagione seguente Jun trova più spazio nello Sparta; nel campionato 2003 Jun colleziona un bottino di 8 reti. Nel 2004 vince la coppa. La sua miglior stagione è sicuramente quella 2004-05, a 22 anni, nella quale sigla 14 reti in 30 partite di campionato vincendo il titolo di capocannoniere del torneo contribuendo in modo essenziale al successo in campionato dello Sparta Praga.
Conclude la sua avventura nella capitale ceca con quasi 100 presenze e 35 marcature, in quasi 13 anni di carriera nello Sparta Praga tra giovanili e prima squadra. In Champions League disputa con lo Sparta 21 incontri e sigla 3 reti. In Coppa UEFA totalizza 7 incontri senza andare in gol.

#### 2005-2007: Trabzonspor e i prestiti al Beşiktaş e allo Sparta Praga
La sua grande stagione lo porta ad attirare l'attenzione di diversi club internazionali oltre alla convocazione in Nazionale.
Il giovane attaccante si trasferisce per 3,5 milioni di euro al Trabzonspor, squadra turca di Süper Lig con la quale firma un contratto di 5 anni.
Dopo mezza stagione senza nessun goal, a gennaio il Trabzonspor lo cede in prestito al Beşiktaş dove gioca la restante stagione vincendo Coppa e Supercoppa. Realizza una sola rete in sei incontri con la squadra di Istanbul. L'anno successivo il Trabzonspor lo manda nuovamente in prestito, allo Sparta Praga dove gioca 19 incontri e sigla un goal vincendo sia campionato che coppa.
Ritorna al Trabzonspor nel luglio del 2007 e rimane nella squadra turca fino al gennaio 2008.

#### 2008-2009: Teplice
Il 16 gennaio 2008 viene acquistato in prestito dal Teplice che lo tiene allungando il prestito sino a gennaio 2009, anno in cui vince la coppa nazionale. Realizza 4 reti in 14 incontri di campionato nella prima stagione mentre segna 3 gol in 14 partite nella stagione 2008-09. A seguito della rinuncia del Brno riesce a partecipare alla Coppa Intertoto, competizione nella quale il Teplice viene eliminato dagli ungheresi dell'Honvéd (1-3 a Teplice e 0-2 a Budapest, per la regola dei gol fuori casa). Jun siglerà una rete.

#### 2009: Altach
Il 14 gennaio 2009 si trasferisce in prestito al Rheindorf Altach, squadra che contemporaneamente lotta per non retrocedere in Erste Liga. Nonostante le notevoli prestazioni di Jun che realizza 8 reti in 14 incontri, la squadra retrocede giungendo all'ultimo posto in campionato.

#### 2009-2011: Austria Vienna

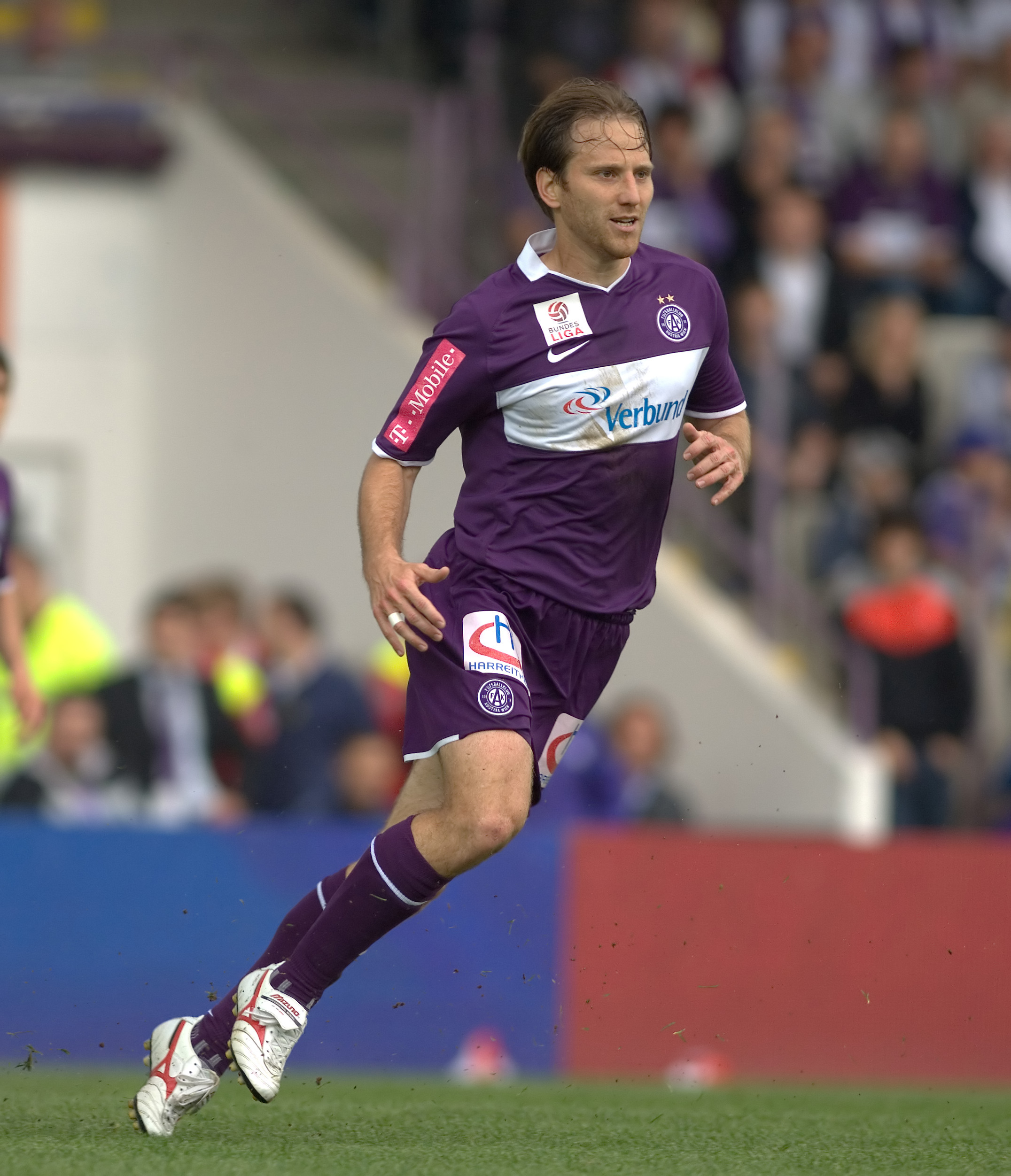
Jun in azione con l'Austria Vienna

Il 23 giugno 2009 passa in prestito all'Austria Vienna: con i viola realizza 9 reti in 21 incontri nella prima stagione. Nella stagione 2009-2010, dopo un buon inizio di stagione subisce diversi infortuni: il più grave avviene il 4 ottobre 2009 dopo la rete siglata dallo stesso Jun che permette di superare il Mattersburg, ed è un infortunio che lo tiene fuori per 5 mesi e mezzo. Torna a calcare i terreni di gioco il 20 marzo 2010 nella sfida contro il Salisburgo. Recupera la condizione di forma nelle settimane successive tornando a segnare contro il Mattersburg. Realizza altre 4 reti ottenendo un bottino finale di 9 reti e 10 assist, secondo marcatore della squadra dietro a Milenko Ačimovič. Subisce un altro infortunio importante l'11 giugno 2010: l'infortunio dura circa un mese.
In Coppa l'Austria Vienna elimina Würmla 4-0 e Floridsdorfer 6-0 (Jun realizza una tripletta), prima di farsi eliminare agli ottavi dal LASK Linz 1-0.
Riesce a giocare in Europa League: gli austriaci eliminano Vojvodina (5-3) e Metalurh Donec'k (5-4) potendo così accedere alla fase a gironi; nel girone incontrano Werder Brema, Athletic Bilbao e Nacional e giungono all'ultimo posto. Jun colleziona 6 presenze e 2 reti.
Dopo queste prestazioni il club viennese rinnova il contratto dell'attaccante ceco fino al 2012.
Nella seconda stagione è vittima di altri problemi: il 9 ottobre s'infortunia saltando diverse partite. Tornerà a giocare il 12 novembre. Il 10 dicembre 2010 s'infortunia alla caviglia, ma si riprenderà alcuni giorni dopo.
Riesce a sbloccarsi dopo 19 presenze realizzando l'1-0 contro il Wacker Innsbruck, incontro che si concluderà sul 3-0 per l'Austria Vienna. Nel corso della stagione dimostra di essere uno dei migliori assist-man della squadra.
In Coppa nazionale i viennesi sconfiggono Neuhofen/Ried Amateure (3-0), Austria Kapfenberger Amateure (3-0) e Wacker 2-1.
Jun gioca 5 incontri di Europa League: realizza una rete il 29 luglio 2010 in Ruch Chorzów-Austria Vienna 1-3.

### Nazionale
Dopo essersi fatto notare nelle nazionali giovanili della Repubblica Ceca, dove realizza diverse reti tra l'Under-16 e l'Under-21. Esordisce nell'Under-17 in Repubblica Ceca-Danimarca 1-0.
Partecipa nel 2001 al Mondiale Under-20 in Argentina: realizza una rete nel girone di qualificazione contro l'Australia 3-0 per i cechi. Agli ottavi i cechi affrontano la Costa Rica: Jun realizza la rete del 2-1 che consente alla sua nazionale di approdare ai quarti, dove il Paraguay estromette i cechi dalla competizione. Si piazza sesto nella classifica marcatori.
Esordisce in Nazionale maggiore il 17 novembre 2004 in Macedonia-Repubblica Ceca 0-2 entrando nel secondo tempo al posto di Štěpán Vachoušek.
Gioca diverse partite della fase di qualificazione ai Mondiali 2006 in Germania: il 12 ottobre 2005 realizzerà la prima rete in Finlandia-Repubblica Ceca 0-3.

## Palmarès

### Club
- Campionato ceco: 5

Sparta Praga: 1999-00, 2000-01, 2002-03, 2004-05, 2006-07
- Coppa della Repubblica Ceca: 3

Sparta Praga: 2003-2004, 2006-2007
FK Teplice: 2008-2009
- Coppa di Turchia: 1

Besiktas SK: 2005-2006
- Supercoppa di Turchia: 1

Besiktas SK: 2006

### Individuali
- Capocannoniere del Gambrinus Liga: 1

2004-2005 (14 reti)
- Talento ceco dell'anno: 1

2004